# Ли Бун Хи
Ли Бун Хи (кор. 리분희; род. 29 декабря 1968, КНДР) — северокорейская спортсменка, игрок в настольный теннис, чемпионка мира, призёр Олимпийских и Азиатских игр.

## Биография
Родилась в 1968 году. В 1983 году стала обладательницей бронзовой медали чемпионата мира. На чемпионате мира 1985 года завоевала серебряную медаль. В 1987 году стала обладательницей бронзовой медали чемпионата мира. На чемпионате мира 1989 года завоевала серебряную медаль. В 1990 году стала обладательницей бронзовой медали Азиатских игр.
В 1991 году КНДР и Республика Корея выставили для участия в чемпионате мира единую объединённую команду, которая произвела сенсацию, выиграв чемпионат. На этом чемпионате Ли Бун Хи стала обладательницей золотой медали в составе команды, серебряной медали в одиночном разряде, и бронзовой медали в миксте.
В 1992 году стала обладательницей бронзовой медали Олимпийских игр в Барселоне. В 1993 году завоевала серебряную медаль чемпионата мира.

## Личная жизнь
Жена северокорейского игрока в настольный теннис Ким Сон Хи.